# Авдеенко, Александр Александрович
Алекса́ндр Алекса́ндрович Авде́енко (25 мая 1937, Макеевка, Сталинская область — 9 августа 2011, Москва) — советский и российский журналист, основатель и главный редактор газеты «Экран и сцена». Балетный критик.

## Биография
Александр Александрович Авдеенко родился 25 мая 1937 года в Макеевке, УССР. Сын писателя Александра Остаповича Авдеенко (1908—1996). Мать: Любовь Звеняцкая-Авдеенко (1917—2002), из семьи донбасских рабочих.
- 1959 год — окончил факультет журналистики МГУ.
- 1971-1979 годы — редактор отдела литературы и искусства «Недели»  (воскресное приложение к «Известиям»),
- 1979 год — редактор отдела,
  - затем — член редколлегии газеты «Советская культура».
- 1990 год — основал газету «Экран и сцена»;
  - до конца жизни был её главным редактором.

Александр Александрович был автором множества статей в журналах и газетах; автором сценариев документального фильма «Большой театр вчера и сегодня» (1976 год) и телефильма «Жизнь в танце» (1979 год).
Жил на Ломоносовском проспекте, дом 15.
Скончался 9 августа 2011 года. Похоронен в Москве на Переделкинском кладбище рядом с отцом.

## Отзывы
...от него ждали умного, принципиального взгляда на творческую жизнь общества. Считали, что на Авдеенко можно положиться. И не ошиблись…критик и искусствовед Н.Г. Лордкипанидзе